# Trần Ánh Tuyết
Trần Ánh Tuyết (ur. 29 sierpnia 2001) – wietnamska zapaśniczka walcząca w stylu wolnym. Zajęła dziesiąte miejsce na mistrzostwach Azji w 2023. Złota medalistka igrzysk Azji Południowo-Wschodniej w 2023. Wygrała mistrzostwa Azji Południowo-Wschodniej w 2023 i druga w 2025. Trzecia na mistrzostwach Azji U-23 w 2023 roku.